# فيليب راسيل
فيليب راسيل (9 مايو 1944 في المملكة المتحدة - )  (بالإنجليزية: Philip Russell)‏ هو لاعب كريكت بريطاني. لعب مع نادي مقاطعة ديربيشاير للكريكت ‏.